# Pizzolano
Pizzolano is een plaats (frazione) in de Italiaanse gemeente Fisciano.